# Королевская страховая компания Бутана
Королевская страховая компания Бутана (англ. Royal Insurance Corporation of Bhutan) — первая страховая компания королевства Бутан.

## Краткая характеристика
Первая страховая компания в Бутане получила королевскую лицензию в 1975 году. Штаб-квартира компании находится в столице Тхимпху. До открытия в 2009 году Bhutan Insurance Ltd она являлась единственной страховой компанией в королевстве. В 1991 году компания была реорганизована в публичную компанию, а два года спустя ее акции выведены на Королевскую фондовую биржу Бутана.
На 2017 год компания является крупнейшим страховщиком в королевстве, она располагает сетью, состоящей из 21 отделения, которые присутствуют в крупных дзонгхагах. В штате числится 323 сотрудника, кроме того, компания задействует 813 агентов по продажам.
В 2017 году объемы страховой премии составили:
- в страховании жизни - 1 032 млн.нгултрумов;
- в имущественном страховании - 997 млн.нгултрумов ;
- в групповом страховании - 76 млн.нгултрумов;
- в перестраховании - 457 млн. нгултрумов[3].

Рейтинговое агентство A.M.Best в 2017 году повторно присвоило компании оценку финансовой устойчивости B+ и кредитный рейтинг bbb- 

## Владельцы
Собственником 20,83% акций является королевское правительство Бутана. 60,78% принадлежат государственным и частным организациям. Владельцем 18,4% является Druk Holding & Investments, которая также управляет другими компаниями государственного сектора. Druk Holding & Investments - это холдинговая компания, принадлежащая правительству Бутана и управляющая государственной собственностью. Единственным акционером этой холдинговой компании является Министерство финансов Бутана.

## Руководители
- Намгьял Лендап - генеральный директор (CEO)
- Топгьял Дорджи - председатель совета директоров[3]

С 1975 по 1985 год компанией руководила принцесса Сонам Чоден Вангчук.

## Страховая компания Бутана в экономике королевства
Компания предлагает услуги по страхованию имущественных рисков, страхованию жизни, актуарным расчётам и перестрахованию. Кроме того, компания занимается кредитованием предпринимателей и граждан. На 2015 год активы компании достигали 15 млн. нгултрумов (около $24 млн.). Основной доход приносит инвестирование страховой премии. Страховая премия формируется, в основном, за счет имущественного страхования и страхования жизни.